# Parepione grata
Parepione grata là một loài bướm đêm trong họ Geometridae.